# Sociedade Brasileira de História da Medicina
A Sociedade Brasileira de História da Medicina (SBHM) é uma organização sem fins lucrativos voltada para o desenvolvimento  e o incentivo ao estudo e a pesquisa da história da medicina no Brasil e proporcionar o intercâmbio de informações nessa área de conhecimento, promover e divulgar reuniões, cursos e outros eventos relacionados à história da medicina, contribuir para a preservação da memória da medicina brasileira.